# Сан Мартино (Модена)
Сан Мартино је насеље у Италији у округу Модена, региону Емилија-Ромања.
Према процени из 2011. у насељу је живело 244 становника. Насеље се налази на надморској висини од 574 м.